# Theodoricus Petri Ruutha
Theodoricus Petri Ruutha, auch Didrik Persson Ruuta und ähnliche Namensformen (* um 1560 in Porvoo; † 1617 in Danzig) war ein finnischer Verwaltungsjurist. Die von ihm 1582 schon als Student herausgegebenen Piae cantiones sind das erste Chorbuch Skandinaviens.

## Leben
Ruutha besuchte die Domschule in Wyborg und studierte ab 1581 an der Universität Rostock. Am 7. April 1584 erfolgte seine Graduierung als Magister. Er wirkte im schwedischen Staatsdienst als Amtmann (lappfogd) von Västerbotten von 1595 bis 1598, 1599 von Ångermanland und Ume und 1600/1601 wieder von Västerbotten. Um 1600 erforschte er die Grenzen Lapplands.
Als Anhänger von Sigismund III. wurde er 1602 aus Schweden verbannt und ging nach Krakau, wo er eine Anstellung als Sekretär am Hof des Königs fand.
1582 ließ er in Greifswald seine insbesondere für Schulen bestimmte Liedsammlung Piae cantiones drucken, die er zusammen mit oder im Auftrag des Rektors der Domschule in Turku Jacobus Finno herausgab. Sie erschien 1616 in einer finnischen Ausgabe, 1625 auf Anregung seiner hinterbliebenen Verwandten in einer von Daniel Friderici erweiterten zweiten Auflage in Rostock und wurde bis zum Ende des 19. Jahrhunderts immer wieder neu aufgelegt.

## Werke
- Piae Cantiones Ecclesiaticae et Scholasticae Veterum Episcoporum, in Inclyto Regno Sueciae paßim vsurpatae, nuper studio viri cuiusdam Reuerendiß: de Ecclesia Dei et Schola Aböensi in Finlandia optimè meriti accuratè à mendis correctae, et nunc typis commissae, opera THEODORICI PETRI Nylandensis. His adiecti sunt aliquot ex Psalmis recentioribus. Ferber, Greifswald 1582, P 1765 im VD 16.